# Save (fiume francese)
La Save è un fiume francese del Sud del Paese che scorre nei dipartimenti degli Alti Pirenei, Gers e Alta Garonna.
È un affluente diretto della Garonna, alla sua riva sinistra.

## Storia
La Save fu navigabile dal XIII al XVII secolo per l'inoltro di mercanzie provenienti dai Pirenei fino a Tolosa. Al giorno d'oggi il suo corso non lo è più, ma ha conservato delle vestigia di chiuse o di antiche vie d'acqua per i passaggi dei battelli.
Nel XVII secolo, a causa dei dissodamenti delle colline e poi delle basse montagne, incoraggiati a seguito della rivoluzione francese e dell'abolizione dei privilegi, che hanno dato luogo alla spartizione dei boschi comunali, la Save ricevette delle acque più torrentizie e  torbide. Essa straripava sempre più spesso. Così, verso l'anno II del calendario rivoluzionario francese, due società popolari avvertirono la Convenzione e i deputati: 
(Antoine César, M. Becquerel,  Mémoire sur les forêts et leur influence climatérique, 1865, pp. 43 e seguenti.)

## Geografia
La Save nasce sull'altopiano di Lannemezan, negli Alti Pirenei, nel comune di Lannemezan, all'altitudine di 638 metri s.l.m., nella zona industriale di Peyrehitte, proprio di fronte all'officina elettrochimica. La Save è lunga 148,4 km a partire da questa sorgente ufficiale, mentre il SANDRE misura il corso d'acqua a partire dal comune di Pinas, riducendone la lunghezza a 143,8 km.
Essa confluisce nella Garonna alla riva sinistra, a valle di Grenade, nel dipartimento dell'Alta Garonna, all'altitudine di 103 metri.
La Save nasce ai piedi dei Pirenei e scende lungo il grande altopiano ove essa ha evidentemente scavato le sue "Gole della Save", a livello del comune di Montmaurin. Essa scorre generalmente orientata da sudovest verso nordest.

### Comuni e dipartimenti attraversati
- Alti Pirenei: Lannemezan, Pinas
- Gers: Cadeillan, Espaon, Sauveterre, Lombez, Samatan, Noilhan, Labastide-Savès, Pompiac, Cazaux-Savès, Endoufielle, Castillon-Savès, Marestaing, Auradé, L'Isle-Jourdain, Ségoufielle
- Alta Garonna: Villeneuve-Lécussan, Lécussan, Saint-Plancard, Larroque, Sarremezan, Montmaurin, Lespugue, Charlas, Saman, Montgaillard-sur-Save, Saint-Pé-Delbosc, Ciadoux, Escanecrabe, Montbernard, Montesquieu-Guittaut, Saint-Laurent, Anan, L'Isle-en-Dodon, Mirambeau, Sainte-Livrade, Lasserre-Pradère, Le Castéra, Lévignac, Menville, Saint-Paul-sur-Save, Montaigut-sur-Save, Merville, Larra, Ondes, Grenade
- Tarn e Garonna: Aucamville.

## Principali affluenti
- La Saügle: 7,1 km
- La Seygouade: 16,7 km
- La Bernesse: 18,4 km
- Torrente della Houytère: 8,1 km
- La Gesse: 54 km

- L'Esquinson: 13,7 km
- L'Aussoue: 34 km
- Il Torrente del Bigo: 7,4 km
- Il Torrente d'en Peyblanc: 7,3 km
- La Boulouze: 19,7 km

- Il Torrente di Noailles: 7,1 km
- Il Cédat: 9,4 km
- L'Arsène: 14,1 km
- Il Rémoulin: 9,5 km
- Il Torrente di Cérès: 7,4 km
- Il Torrente di Ribarot: 8,1 km

## Idrologia
Nel periodo di magra la portata della Save è sostenuta dal canale della Neste per l'irrigazione e per le necessità di alimentazione di acqua potabile e di salubrità.
La portata della Save è stata osservata durante une periodo di 42 anni (1965-2006), a Larra, località del dipartimento dell'Alta Garonna, situata nei pressi della confluenza con la Garonna. La superficie presa in considerazione è di 1110 km², cioè la quasi totalità del bacino idrografico del fiume.
Il modulo del fiume a Larra è di 6,32 m³/s.
La Save presenta delle fluttuazioni stagionali di portata ben marcate, con periodi di piena d'inverno e in primavera che generano le portate mensili medie di livello tra 8,02 e 11,80 m³/s, da dicembre a maggio incluso (massimo molto netto in febbraio), e dei periodi di magra in estate, da luglio a ottobre incluso, con un minimo di portata media mensile fino a 1,94 m³ nel mese di agosto.

## Piene storiche
- Inondazioni del 1877
- Piena del 1977
- Piena del 2000
- Piena del 2003

## Attività turistiche
La Save consente l'esercizio di attività turistico/sportive fluviali quali la canoa e la pesca sportiva mentre sulle pareti della sua valle è possibile praticare l'arrampicata.